# Tlahuelilpan
Tlahuelilpan é um município do estado de Hidalgo, no México.